# でたまか
『でたまか』は、鷹見一幸による日本のライトノベル。イラストはChiyokoが担当している。角川スニーカー文庫（角川書店）より2001年3月から2006年5月まで刊行された。
圧倒的な力で攻めてくる敵を相手に、知恵を用いて事態を打開して行くスペースオペラ。最初は一地方星系の話だが、やがて人類の存亡をかけた物語になる。

## あらすじ
マイド・ガーナッシュという一人の青年が、世の中の理不尽と闘いながら、一人の英雄として人類を救うまでの大河ドラマである。
- アウトニア王国奮戦記

カネなしコネなし色気なしの帝国のビンボー貴族であるマイド・ガーナッシュは、士官学校での門閥貴族であるアリクレスト・マルスとの軋轢から、士官学校を首席で卒業後に本来受け取るべき栄誉を剥奪されて辺境の惑星国家アウトニアに左遷される。惑星国家アウトニアへ向かうためにシザーズクイーン号に便乗したことで運命の歯車が大きく動くことになる。
アウトニア王国の王族とほのぼのとした生活が始まる一方で、神聖ローデス教国の猛威がアウトニア王国を襲った。帝国本国に救援を求めるも、アリクレスト・マルスの策略で孤立無援となる。
マイドの「イイ性格」と「イイ仲間」による逆転劇で神聖ローデス教国を撃退するものの、帝国の皇位継承の権力争いに巻き込まれ、マイドに面目をつぶされたマルス家によりアウトニア王国は滅ぼされる。
- アウトニア王国再興録

アウトニア王国の難民はネオ・アウトニアに強制移住させられた。
次期皇帝殺害の冤罪をかけられたマイドは地下にもぐることになる。マイドがマルス家の陰謀を解明していく過程で、帝国は内戦に突入していく。アリクレスト・マルスの魔の手はついにマイド率いるアウトニア連合艦隊と激突することになる。
敗色を感じたアリクレスト・マルスが神聖ローデス連合と手を組んだことで、一気に内戦は終局に向かって流れ込んだ。
- アウトニア王国人類戦記録

人類が初めて異種知的生命体に遭遇した。しかしその生命体であるザナックスは、人類の生活圏そのものを破壊する人類とは相容れない存在であった。
帝国は神聖ローデスと武力併合し、マイドの指導の下でザナックスに対して反抗する人類統一戦線が発動する。
ザナックス排除後、マイドとメイは静かに政治の表舞台から引退していくのだった。

## 登場人物
登場人物の名前や固有名詞は作者の知人や友人から、アウトニアの名称は『月刊OUT』の廃刊にそれぞれちなんでいる。

### アウトニア
マイド･B･ガーナッシュ
本作の主人公。ガーナッシュ男爵家当主。人を思いやり、誠実でかつ聡明な「イイ性格」の持ち主。帝国士官学校時代に､ネット上で仮想戦略シミュレーションゲームサイトを製作し無敗の「無敵艦隊提督（アルマダリーダー）」と呼ばれる。卒業後は優秀すぎたため左遷されるが、アウトニア王女のメイと出会い、やがて人類の命運をかけた戦いに巻き込まれていく。
『このライトノベルがすごい!』男性キャラクター部門では2005年版で8位を獲得している。
メイ･シザーズ
本作のヒロイン。アウトニア王国シザーズ王家第三王女。
世間知らずでおっとりした性格。マイドと出会い誠実な人柄に引かれ始める。帝国の陰謀に巻き込まれ、国と家族を失うが、残された国民のために王族としての義務を果たすべく奮戦する。祖国復興のために愛するマイドと一時は別れるが、お互いの心は通じ合っている。
何に対してもまじめで誠実な人柄であるが、その性格がアダとなり料理の腕だけは一向に上がらず、作る料理は「飛ぶ鳥落とす」と散々な評価を受ける。努力家のため後にローストビーフだけは何とか美味しく作れるようになった。
ヴァルゲイン
ガーナッシュ男爵家に300年以上仕えてきた電子人格のテクノサーバント。ホログラフ人格壁紙は執事の格好をした老人。
神聖ローデス連合のギンガーと共に世界初の電子人格。果物系パソコンより生まれた。
通称：ヴァル　正式呼称ヴァルゲイン・ラクト・クローゲンシュニット・AIC0028（本編内準拠）。
マリリン・コイズミ
アウトニア王国王家専用船シザーズ・クイーン船長。船員からは「姉御」と呼ばれる。
アウトニア王国軍中佐、営業担当士官。
かつて帝国中央証券市場で敏腕トレーダーとして活躍。
帝国シティバンクスとのトルメキア証券を舞台にした「炎の七日間」と呼ばれる仕手戦で名を馳せるが、その後私生活が乱れ、仕手戦ですべてを失い引退。一時は自殺も考えたがマイドの叔父トーダと出会い励まされ（口説かれ?）、一からやり直そうと立ち直り、トーダの勧めもありアウトニアに赴く。
チャマー・シザーズ
メイの兄。アウトニア王国シザーズ王家第一王子。
一時マルス家による政略結婚によりチャマー・ロンダールを名乗る。

### ケルプワイン海賊団
ケルプ･S･ワインガー
ワインガー男爵家の長男で次期当主。べらんめぇ口調の気っ風のいい漢。マイドの親友で｢でたまか小隊｣のメンバー。ミリオン傭兵隊に苦戦するマイド達を助けるためにアウトニアに援軍を率いて訪れる。作中でコットンと結婚する。
ワタル･ロングウェイ
ケルプワイン海賊団に属するハルカ一族の少年。病気で寝込んでいる父に代わり12歳にしてアウトニア戦役に参戦する。最年少であるにもかかわらず勇敢で真っ先に敵陣に攻撃をし気概を見せ付ける。戦役後マイド達と一緒にブックスに行くが、皇太子爆殺事件で囚われたメイの救出に一役買う。
メス猫カルテット
性格に少々難があるが凄腕のパイロットチーム。女の子四人で構成されている。全員ケルプの幼馴染で幼いころ彼に憧れて取り合いになりそうになったが、ケルプからは妹としてしか見られなかったため、義姉妹の誓いを立て彼の妹でいることを約束する。
ネカン･グリーングレービー
カルテットの長女でリーダー役。
ヨニ･ローパー
カルテットの次女でカルテット最強の腕を持つ、人類最強の撃墜王。ふわふわした(ボーっとした?)性格だが、戦闘中まったく性格が変わらないにもかかわらず高速かつ正確な射撃をこなす。
オノチ･アビス
カルテットの三女。ボーイッシュな性格をしている。体つきもボーイッシュな事が悩みでもある。
アーヤ･アイビィ
カルテットの四女。四人の中では一番の年下でもあるため被弾することがまれにある。同い年のワタルに恋しており、コーリンとは恋敵の関係になる。

### 義勇軍
ネオ･アウトニア戦役に参加した人たち。
ユイ・コットン
ケルプの幼馴染にして有能な艦隊指揮官。ネットワークを使用した模擬戦闘ではマイドの好敵手で、「そろばん元帥」などと呼ばれていた。作中でケルプと結婚する。

### マルス家
皇室御三家のひとつ。軍人が多く力のマルスと呼ばれている
アリクレスト・マルス
帝国三大貴族マルス家の嫡男。士官学校時代の確執から、マイドを敵視する。
ダイテツ七世が皇帝を辞した際に次の皇帝として君臨したが、ダイテツ七世が復位を宣言したため帝国は内戦に突入した。
帝国の艦隊の半数を投入した決戦で、ディア家・トゥナイツ家の艦隊を追い詰めるも、マイド率いるアウトニア連合艦隊に敗北し、起死回生の策として神聖ローデスの黒色槍騎兵艦隊を援軍として招くも部下が離反し孤立。神聖ローデス連合へ亡命した。その後第三部にてザナックスに対する反攻作戦を妨害。結果として人類を窮地に追いやるが、自らは座乗艦ごと撃沈され死亡する。

### ディア家
皇室御三家のひとつ。初代皇帝ダイテツの直系だが代々学者肌の人間が多いため軍事力は御三家中一番低い。
ダイテツVII・ディア
マガザン帝国皇帝。ディア家当主。皇帝主催舞踏会でのテロにより息子タツヨミを失った衝撃から皇帝を退位するが、テロがマルス家の謀略と知り再び皇帝として復位を宣言する。

### トゥナイツ家
皇室の一門。技のトゥナイツと呼ばれる。御三家以外では最高位の名家。
エリス・トゥナイツ
トゥナイツ家の令嬢。マルス家の謀略により爆死したダイテツ七世の息子、タツヨミの妃候補の一人だった。部下としたチャマーの進言と、マイドとの会談により暗殺事件の真実を知り、マルス家に反旗を翻す。
ロッホ・トゥナイツ
エリス・トゥナイツの父。マガザン帝国内務省内務大臣。

### 神聖ローデス教国
ギンガー
神聖ローデス連合のメイン電子人格。ヴァルと共に世界初の電子人格。ギンガー四世とも。建具系パソコンより生まれた。
ホログラフ人格壁紙は長い白髪をオールバックにした老人。ローデス国内に反乱分子を探知するために設置されている一万数千もの「神の目」「神の耳」を一手に管理していた。

### その他
トーダ・ガーナッシュ
マイドの叔父。マイド曰く自称冒険家。しかし他にも様々な名前と肩書きを使い様々な事をしている。
民間船リバティ・ベル号船長。ウィルとティルという二匹の巨大なオートベア（テディベア）を従えている。
コーリン･プラチナム
ローデス製の電子人格の少女。殉教ミサイルに搭載され特攻をするがケルプワイン艦隊に救われる。後にアウトニアに身を寄せワタルに好意を持つ。

## 用語
電子人格
人間とほぼ同じ人格が存在するAI。
タンホイザーゲート
ワープ航行のために異空間に入るためのゲート。

## 既刊一覧

### アウトニア王国奮戦記（本編第一部）
- 鷹見一幸（著）・Chiyoko（イラスト） 、角川書店〈角川スニーカー文庫〉、全3巻
  - 『アウトニア王国奮戦記 でたまか 問答無用篇』、2001年3月29日発売[4]、ISBN 4-04-425701-9
  - 『アウトニア王国奮戦記2 でたまか 奮闘努力篇』、2001年5月31日発売[5]、ISBN 4-04-425702-7
  - 『アウトニア王国奮戦記3 でたまか 純情可憐篇』、2001年8月31日発売[6]、ISBN 4-04-425703-5

### アウトニア王国再興録（本編第二部）
- 鷹見一幸（著）・Chiyoko（イラスト） 、角川書店〈角川スニーカー文庫〉、全5巻
  - 『アウトニア王国再興録1 でたまか 英雄待望篇』、2002年4月27日発売[7]、ISBN 4-04-425704-3
  - 『アウトニア王国再興録2 でたまか 天地鳴動篇』、2002年8月31日発売[8]、ISBN 4-04-425705-1
  - 『アウトニア王国再興録3 でたまか 天下大乱篇』、2002年12月27日発売[9]、ISBN 4-04-425706-X
  - 『アウトニア王国再興録4 でたまか 驚天動地篇』、2003年4月25日発売[10]、ISBN 4-04-425707-8
  - 『アウトニア王国再興録5 でたまか 青天霹靂篇』、2003年7月31日発売[11]、ISBN 4-04-425708-6

### アウトニア王国人類戦記録（本編第三部）
- 鷹見一幸（著）・Chiyoko（イラスト） 、角川書店〈角川スニーカー文庫〉、全5巻
  - 『アウトニア王国人類戦記録1 でたまか 黄昏落日篇』、2004年5月29日発売[12]、ISBN 4-04-425712-4
  - 『アウトニア王国人類戦記録2 でたまか 霜降暗夜篇』、2004年8月31日発売[13]、ISBN 4-04-425713-2
  - 『アウトニア王国人類戦記録3 でたまか 漆黒無明篇』、2005年1月29日発売[14]、ISBN 4-04-425714-0
  - 『アウトニア王国人類戦記録4 でたまか 群青黎明篇』、2005年8月31日発売[15]、ISBN 4-04-425716-7
  - 『アウトニア王国人類戦記録5 でたまか 長嶺来光篇』、2006年2月28日発売[16]、ISBN 4-04-425717-5

### アウトニア王国拾遺録（短編）
- 鷹見一幸（著）・Chiyoko（イラスト） 、角川書店〈角川スニーカー文庫〉、全3巻
  - 『アウトニア王国拾遺録 でたまか青雲立志篇』、2003年12月27日発売[17]、ISBN 4-04-425710-8
  - 『アウトニア王国拾遺録2 でたまか天壤無窮篇』、2005年4月28日発売[18]、ISBN 4-04-425715-9
  - 『アウトニア王国拾遺録3 でたまか終劇追幕篇』、2006年5月31日発売[19]、ISBN 4-04-425718-3